# شعب مسكوكي

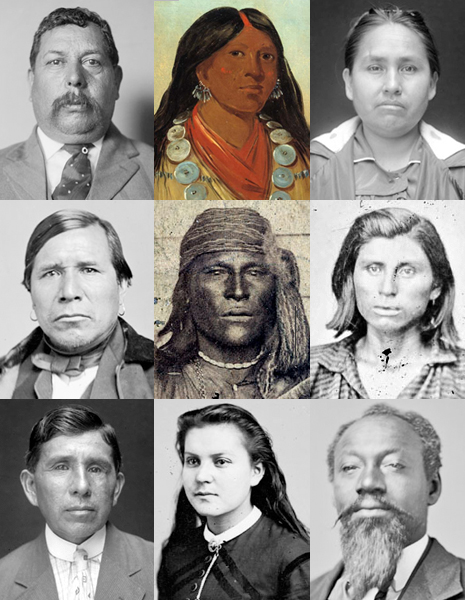

شعب المسكوكي، المعروفون أيضًا باسم مسكوكي كريك، أو كريك، أو ميفسوكفلوك، أو كونفدرالية (تحالف) مسكوكي كريك. المسكوكي في اللغة المسكوكية، هم مجموعة مترابطة من الشعوب الأصلية في أراضي الغابات الجنوبية الشرقية. تضم أراضيهم الأصلية جنوب تينيسي، وكل ألاباما، وغرب جورجيا، وجزء من شمال فلوريدا.
على غرار قبيلة شيروكي في شمال شرق ألاباما، أُغيد توطين معظم شعب مسكوكي قسرًا من أراضيهم الأصلية في ثلاثينيات القرن التاسع عشر خلال عمليات التهجير القسري لشعوب أمريكا الأصليين المعروفة باسم «درب الدموع» إلى الإقليم الهندي (أوكلاهوما اليوم). فرّ بعض المسكوكي من الزحف الأوروبي في عامي 1797 و1804 لإنشاء منطقتين قبليتين صغيرتين لا تزالان قائمتين حتى اليوم في لويزيانا وتكساس. تمكن فرع صغير آخر من تحالف مسكوكي كريك من البقاء في ولاية ألاباما ويعرفون اليوم باسم «بورش بانس أوف كريك إنديانز».
انتقل عدد كبير من المسكوكي إلى فلوريدا في الفترة بين عامي 1767 و1821 تقريبًا، وتزاوجوا مع القبائل المحلية لتشكيل قبيلة سيمينول، وبالتالي تأسيس هوية منفصلة عن كونفدرالية كريك. كان شعب المسكوكي في هجرتهم تلك فارين من الصراع وزحف المستوطنين الأوروبيين. فيما بعد، انتقلت غالبية السيمينول قسرًا إلى أوكلاهوما، حيث يقطنون اليوم، في حين أن قبيلة سيمينول من فلوريدا وقبيلة مسكوكي الهندية من فلوريدا لا تزالان في فلوريدا.
إن اللغات الخاصة بجميع تلك الفروع والقبائل والعشائر الحديثة، ما عدا واحدة، عبارة عن أشكال متباينة متصلة بلغات المسكوكي، والمسكوك، وهيتاشي ميكاسوكي، وجميعها تنتمي إلى الفرع المسكوكي الشرقي لعائلة اللغات المسكوكية. كل تلك اللغات مفهومة بشكل متبادل عامةً. إن شعب يوشي اليوم هو جزء من أمة المسكوكي (كريك)، إلا أن لغة يوشي الخاصة بهم لغة معزولة، لا علاقة لها بأي لغة أخرى.
كان أسلاف شعب المسكوكي جزءًا من مجال التفاعل الإيديولوجي المسيسيبي، الذين بنوا بين عامي 800 و1600 ميلادية مدنًا معقدة وشبكات محاوطة من الضواحي متمركزة حول حصن ترابي ضخم، كان لبعضها آثار مادية أكبر من الأهرامات المصرية. ربما كان سكان بعض المدن المسيسيبية أكبر من مدن المستعمرات الأوروبية في أمريكا. يرتبط المسكوكي كريك بمراكز متعددة الحصون مثل أكمولغي، وحصون إتواه الهندية، ومواقع موندفيل. اعتمدت المجتمعات المسيسيبية على الزراعة المنتظمة، والتجارة العابرة للقارات، وأشغال المعدن النحاسية، والحرف اليدوية، والصيد، والدين. قابل المستكشفون الإسبان الأوائل أسلافًا من المسكوكي عند زيارتهم مشيخات مسيسيبية في الجنوب الشرقي خلال منتصف القرن السادس عشر.
كان المسكوكي أول الأمريكيين الأصليين الذين اعتُبروا «متمدنين» ضمن مشروع جورج واشنطن التحضري. في القرن التاسع عشر، عرف المسكوكي بأنهم أحد «القبائل الخمسة المتحضرة»، إذ قبل بأنهم اشتقوا عددًا من الممارسات الثقافية والتقنية لجيرانهم الأمريكيين الأوروبيين حديثي العهد. في الواقع، كانت بلدات المسكوكي المتحالفة معتمدة أقله على 900 سنة من الزراعة وتخطيطات المدن المعقدة وحسنة التنظيم.
متأثرين بتفسير تنسكواتاوا لمذنب عام 1811 وزلازل مدريد الجديدة، قاومت المدن العليا في مسكوكي، بدعم من الزعيم الشاوني تيكومسيه، الزحف الأمريكي الأوروبي بقوة. أدت الانقسامات الداخلية مع المدن السفلى إلى حرب ريد ستيك (حرب كريك؛ 1813 – 1814). التي بدأت كحرب أهلية بين فصائل المسكوكي، إذ ورّطت فرق كريك الشمالية في الحرب عام 1812 ضد الولايات المتحدة، في حين ظلّت فرق كريك الجنوبية في تحالف مع الولايات المتحدة. انتهز الجنرال أندرو جاكسون الفرصة لاستغلال التمرد كذريعة لشن حرب ضد جميع شعب المسكوكي بعد وضع حد لثورة شمال كريك بمساعدة فرق الكريك الجنوبية. كانت النتيجة هي إضعاف اتحاد مسكوكي كريك وتنازل المسكوكي عن أراضيهم لصالح الولايات المتحدة.
أثناء فترة الإبعاد الهندي في ثلاثينيات القرن التاسع عشر، أُعيد توطين أغلب اتحاد مسكوكي قسرًا إلى الإقليم الهندي. إن أمة مسكوكي (كريك)، وبلدة ألاباما كوارسارات القبلية، وبلدة كياليجي القبلية، وبلدة ثلوبثلوكو القبلية، التي تقع جميعها في أوكلاهوما، معترف بها فيدراليًا، إلى جانب بورش بانس أوف كريك إنديانز في ألاباما، وقبيلة كوشاتا في لويزيانا، وقبيلة ألاباما كوشاتا في تكساس. إن شعب سيمينول اليوم هم جزء من شعب سيمينول في أوكلاهوما، وقبيلة سيمينول في فلوريدا، وقبيلة ميكوسوكي للهنود في فلوريدا.

## تاريخ

### فترة ما قبل الاتصال
قبل ما لا يقل عن 12 ألف سنة مضت، عاش الأمريكيون الأصليون وأسلاف الهنود في ما يسمى اليوم بجنوبي الولايات المتحدة. كان أسلاف الهنود في الجنوب الشرقي صيادين وجامعي ثمار الذين لاحقوا مجموعة واسعة من الحيوانات، بما فيها الحيوانات الضخمة، التي انقرضت بعد نهاية العصر البليستوسيني (العصر الحديث الأقرب). خلال الفترة المعروفة باسم حقبة وودلاند، التي استمرت بين عامي 1000 قبل الميلاد حتى 1000 ميلادية، طوّر السكان المحليون أعمال خزف بستانية صغيرة في المجمع الزراعي الشرقي.
نشأت حضارة المسيسيبي عندما أدت زراعة الذرة في منطقة وسط أمريكا إلى نمو سكاني. أدت زيادة الكثافة السكانية إلى ظهور مراكز حضارية ومشايخ مناطقية. تطورت مجتمعات طبقية، مع نُخب سياسية ودينية وراثية، وازدهرت في ما هو الآن الغرب الأوسط، وشرق، وجنوب شرق الولايات المتحدة بين عامي 800 و1500 ميلادية.
كان أول المسكوكي التاريخيين أسلافًا لبناة الحصون في الحضارة المسيسيبية على طول نهر تينيسي في تينيسي الحديثة، وجورجيا وألاباما. ربما كانوا على صلة ببلدة تاما وسط جورجيا. زعمت التقاليد المحكية التي مررها أسلاف الكريك أن أمتهم هاجرت شرقًا من مناطق كانت تقع غربي نهر المسيسيبي، ثم إستقرت في النهاية على الضفة الشرقية لنهر أكمولجي. شنوا هناك حربًا مع مجموعات أخرى من الهنود الأمريكيين الأصليين، مثل السافانا، والأوغيش، والوابو، والسانتي، والياميفي، والأوتينا، والإيكوفان، والباتيكان، وآخرين، حتى أبادوهم.
في الوقت الذي قام فيه الإسبان بأولى غزواتهم في الداخل من شواطئ خليج المكسيك، كانت العديد من مراكز المسيسيبي إما مهجورة أو في ضعيفة. أفضل وصف للمنطقة بأنها مجموعة من المشيخات الأصلية متوسطة الحجم (مثل مشيخة كوسا على نهر كوسا) تتخللها قرىً مستقلة بالكامل ومجموعات قبلية. كانت الحضارة المسيسيبية الأخيرة هي التي قابلها المستكشفون الإسبان الأوائل، بداية مع وصول بونس دي ليون في فلوريدا في 12 أبريل عام 1513، وحملة لوكاس فاسكيز دي أيلون الاستكشافية في كارولينا الجنوبية عام 1526.
لم يعرف شعب المسكوكي ذاك مفهوم الملكية الخاصة؛ إذ كان كل شيء مشتركًا. على نحو مماثل، لم يكن لديهم حكومة منظمة؛ إذ كانت تُتخذ القرارات بالإجماع. اختفى كل من المفهومين تدريجيًا، الأولى كانت بسبب رغبة الأمريكيين الأصليين في الحصول على أغراض كان يبيعها الأوروبيون، مثل البنادق أو الكحول. جمعوا النقود بسبب شراء الأوروبيين جلود الغزلان. اختفى المفهوم الآخر جزئيًا بسبب ضغط الإسبان عليهم لحملهم على تحديد من يمكنهم التفاوض معه؛ كانت الحكومة بالإجماع غير معروفة في أوروبا في ذلك الوقت.